# Associazione Sportiva Bari 1999-2000
Questa voce raccoglie le informazioni riguardanti l'Associazione Sportiva Bari nelle competizioni ufficiali della stagione 1999-2000.

## Stagione
Nella Stagione 1999-2000 il Bari disputa la massima serie, raccoglie 39 punti con il quattordicesimo posto. La squadra biancorossa allenata da Eugenio Fascetti disputa un ottimo girone di andata, nel quale ha raccolto 23 punti, terminato in settima posizione. Il girone di ritorno è stato più sofferto, ma grazie ai punti conquistati nell'andata i galletti sono riusciti a mantenere la prestigiosa categoria. Nella Coppa Italia il Bari entra in scena nel secondo turno ad eliminazione diretta, e viene estromesso dal Napoli, che vince di misura (1-0) al San Paolo e pareggia (1-1) al San Nicola.

## Organigramma societario
Area direttiva
- Presidente: Vincenzo Matarrese
- Amministratore delegato: Francesco Ghirelli
- Direttore Generale: Carlo Regalia

Area organizzativa
- Segretario generale: Pietro Doronzo

Area comunicazione
- Ufficio Stampa: Saverio De Bellis

Area tecnica
- Direttore sportivo: Enrico Alberti
- Allenatore: Eugenio Fascetti
- Allenatore in seconda: Biagio Catalano
- Preparatore dei portieri: Domenico Petriello
- Preparatore atletico: Roberto Fiorillo

## Rosa

Il giovane Antonio Cassano, talento di Bari Vecchia, 21 presenze e 3 gol alla sua prima stagione con la prima squadra.

| N. |                      | Ruolo | Calciatore              |
| -- | -------------------- | ----- | ----------------------- |
| 1  | Italia (bandiera)    | P     | Francesco Mancini       |
| 2  | Italia (bandiera)    | D     | Luigi Garzya (capitano) |
| 3  | Italia (bandiera)    | D     | Alessandro Del Grosso   |
| 4  | Italia (bandiera)    | D     | Gaetano De Rosa         |
| 5  | Danimarca (bandiera) | C     | Michael Madsen          |
| 6  | Italia (bandiera)    | D     | Matteo Ferrari          |
| 7  | Monaco (bandiera)    | C     | Grégory Campi           |
| 8  | Svezia (bandiera)    | C     | Daniel Andersson        |
| 9  | Svezia (bandiera)    | A     | Yksel Osmanovski        |
| 10 | Italia (bandiera)    | C     | Michele Marcolini       |
| 11 | Sudafrica (bandiera) | A     | Phil Masinga            |
| 12 | Italia (bandiera)    | P     | Giovanni Indiveri       |
| 13 | Italia (bandiera)    | D     | Duccio Innocenti        |
| 14 | Italia (bandiera)    | C     | Davide Olivares         |
| 15 | Italia (bandiera)    | C     | Antonio Bellavista      |
| 16 | Italia (bandiera)    | C     | Antonio La Fortezza     |

| N. |                      | Ruolo | Calciatore          |
| -- | -------------------- | ----- | ------------------- |
| 17 | Italia (bandiera)    | C     | Simone Perrotta     |
| 18 | Italia (bandiera)    | A     | Antonio Cassano     |
| 19 | Nigeria (bandiera)   | A     | Raphael Chukwu      |
| 20 | Egitto (bandiera)    | C     | Hany Said           |
| 20 | Cile (bandiera)      | C     | Jaime Valdés        |
| 21 | Italia (bandiera)    | C     | Rodolfo Giorgetti   |
| 22 | Argentina (bandiera) | C     | Diego Markic        |
| 23 | Italia (bandiera)    | D     | G. Roberto Nacci    |
| 23 | Cile (bandiera)      | A     | Pascual De Gregorio |
| 24 | Italia (bandiera)    | A     | Gionatha Spinesi    |
| 25 | Italia (bandiera)    | C     | Mattia Collauto     |
| 26 | Nigeria (bandiera)   | A     | Hugo Enyinnaya      |
| 27 | Italia (bandiera)    | D     | Lorenzo Sibilano    |
| 28 | Marocco (bandiera)   | D     | Rachid Neqrouz      |
| 29 | Italia (bandiera)    | C     | Carlo Cardascio     |
| 30 | Italia (bandiera)    | P     | Attilio Gregori     |

## Risultati

### Serie A

#### Girone di andata
| Arbitro: | Bazzoli (Merano) |

|            |           |  |
| Chiesa 48’ | Marcatori |  |

| Bari 11 settembre 1999 2ª giornata | Bari            | 0 – 0 referto | Lazio | Stadio San Nicola\| Arbitro: \| Treossi (Forlì) \| |
| Arbitro:                           | Treossi (Forlì) |               |       |                                                    |

| Arbitro: | Cesari (Genova) |

|                |           |              |
| Osmanovski 12’ | Marcatori | 35’ Serginho |

| Arbitro: | Rosetti (Torino) |

|  |           |                |
|  | Marcatori | 42’ Osmanovski |

| Arbitro: | Borriello (Mantova) |

|               |           |            |
| Innocenti 10’ | Marcatori | 81’ Warley |

| Arbitro: | Cesari (Genova) |

|                                                  |           |               |
| Silenzi 43’ Ferrante 83’ (rig.) Scarchilli 90+3’ | Marcatori | 46’ Innocenti |

| Arbitro: | Bolognino (Milano) |

|             |           |              |
| Spinesi 86’ | Marcatori | 22’ Pessotto |

| Arbitro: | Farina (Novi Ligure) |

|                                      |           |               |
| F. Cannavaro 5’ Innocenti 28’ (aut.) | Marcatori | 80’ Innocenti |

| Arbitro: | Pellegrino (Barcellona Pozzo di Gotto) |

|        |           |                              |
| Ba 75’ | Marcatori | 43’ D. Andersson 59’ Masinga |

| Arbitro: | P. Rossi (Ciampino) |

|                    |           |            |
| D. Andersson 90+2’ | Marcatori | 12’ Kallon |

| Arbitro: | Cesari (Genova) |

|                            |           |                                  |
| Macellari 16’ Berretta 23’ | Marcatori | 25’, 43’ Osmanovski 86’ Olivares |

| Arbitro: | Farina (Novi Ligure) |

|                                |           |                            |
| Marcolini 41’ Neqrouz 53’, 77’ | Marcatori | 32’ Rizzitelli 65’ Dionigi |

| Arbitro: | Racalbuto (Gallarate) |

|                |           |  |
| Conticchio 63’ | Marcatori |  |

| Arbitro: | Braschi (Prato) |

|                          |           |              |
| Enyinnaya 7’ Cassano 88’ | Marcatori | 13’ C. Vieri |

| Arbitro: | Rosetti (Torino) |

|                              |           |            |
| Montella 2’, 29’, 58’ (rig.) | Marcatori | 4’ Cassano |

| Arbitro: | Bolognino (Milano) |

|                                                    |           |  |
| Perrotta 27’ Enyinnaya 85’ D. Andersson 90’ (rig.) | Marcatori |  |

| Arbitro: | Rodomonti (Teramo) |

|             |           |  |
| Signori 88’ | Marcatori |  |

#### Girone di ritorno
| Arbitro: | Messina (Bergamo) |

|             |           |  |
| Spinesi 84’ | Marcatori |  |

| Arbitro: | Serena (Bassano del Grappa) |

|                                    |           |             |
| Mihajlovic 1’ Salas 39’ Nedved 43’ | Marcatori | 42’ Spinesi |

| Arbitro: | Borriello (Mantova) |

|                                                            |           |             |
| Boban 15’ Serginho 52’ Innocenti 85’ (aut.) Shevchenko 89’ | Marcatori | 67’ Spinesi |

| Arbitro: | P. Rossi (Ciampino) |

|             |           |               |
| Neqrouz 44’ | Marcatori | 39’ D. Morfeo |

| Arbitro: | Nucini (Bergamo) |

|                                                             |           |              |
| Giannichedda 2’ Fiore 25’ Sosa 30’ Sottil 34’ Jørgensen 68’ | Marcatori | 8’ Marcolini |

| Arbitro: | Collina (Viareggio) |

|                  |           |              |
| Osmanovski 45+2’ | Marcatori | 57’ Ferrante |

| Arbitro: | Bonfrisco (Monza) |

|                                |           |  |
| Conte 43’ Del Piero 54’ (rig.) | Marcatori |  |

| Arbitro: | Trentalange (Torino) |

|  |           |                  |
|  | Marcatori | 45+1’ M. Amoroso |

| Arbitro: | Farina (Novi Ligure) |

|  |           |                     |
|  | Marcatori | 21’, 37’ N. Amoruso |

| Arbitro: | Racalbuto (Gallarate) |

|            |           |  |
| Kallon 24’ | Marcatori |  |

| Arbitro: | Bolognino (Milano) |

|                         |           |  |
| D. Andersson 22’ (rig.) | Marcatori |  |

| Arbitro: | Cassarà (Palermo) |

|                            |           |                  |
| Gilardino 27’ Gautieri 60’ | Marcatori | 66’ D. Andersson |

| Arbitro: | Racalbuto (Gallarate) |

|                                       |           |                 |
| Spinesi 3’ Osmanovski 12’ Cassano 33’ | Marcatori | 79’ (rig.) Sesa |

| Arbitro: | Bazzoli (Merano) |

|                                          |           |  |
| Benoit Cauet 24’ Blanc 35’ R. Baggio 50’ | Marcatori |  |

| Bari 30 aprile 2000 32ª giornata | Bari               | 0 – 0 referto | Roma | Stadio San Nicola\| Arbitro: \| Tombolini (Ancona) \| |
| Arbitro:                         | Tombolini (Ancona) |               |      |                                                       |

| Arbitro: | Pellegrino (Barcellona Pozzo di Gotto) |

|  |           |               |
|  | Marcatori | 78’ Innocenti |

| Arbitro: | Bertini (Arezzo) |

|               |           |                    |
| Osmanovski 9’ | Marcatori | 15’ (rig.) Signori |

### Coppa Italia
| Arbitro: | Farina (Novi Ligure) |

|             |           |  |
| Scapolo 90’ | Marcatori |  |

| Arbitro: | Pellegrino (Barcellona Pozzo di Gotto) |

|               |           |              |
| Andersson 56’ | Marcatori | 79’ Robbiati |

## Statistiche

### Statistiche di squadra
| Competizione | Punti | In casa | In casa | In casa | In casa | In casa | In casa | In trasferta | In trasferta | In trasferta | In trasferta | In trasferta | In trasferta | Totale | Totale | Totale | Totale | Totale | Totale | DR  |
| Competizione | Punti | G       | V       | N       | P       | Gf      | Gs      | G            | V            | N            | P            | Gf           | Gs           | G      | V      | N      | P      | Gf     | Gs     | DR  |
| ------------ | ----- | ------- | ------- | ------- | ------- | ------- | ------- | ------------ | ------------ | ------------ | ------------ | ------------ | ------------ | ------ | ------ | ------ | ------ | ------ | ------ | --- |
| Serie A      | 39    | 17      | 6       | 9       | 2       | 20      | 14      | 17           | 4            | 0            | 13           | 14           | 34           | 34     | 10     | 9      | 15     | 34     | 48     | -14 |
| Coppa Italia | -     | 1       | 0       | 0       | 1       | 0       | 1       | 1            | 0            | 1            | 0            | 1            | 1            | 2      | 0      | 1      | 1      | 1      | 2      | -1  |
| Totale       | 39    | 18      | 6       | 10      | 2       | 20      | 15      | 18           | 4            | 1            | 13           | 15           | 35           | 36     | 10     | 20     | 16     | 35     | 50     | -15 |